# بيغي ميشل
بيغي ميشل (بالإنجليزية: Peggy Michell)‏ مواليد 28 يناير 1905 في تشيسوك، إنجلترا - الوفاة 19 يونيو 1941 في هارو، لندن، إنجلترا، كانت لاعبة كرة مضرب إنجليزية. كما أنها إحدى بطلات الجراند سلام.

## النهائيات

### الزوجي (الألقاب 3, الوصافة 1)
| الحصيلة | السنة | البطولة                     | الأرضية | الشريك        | المنافس                           | النتيجة       |
| ------- | ----- | --------------------------- | ------- | ------------- | --------------------------------- | ------------- |
| الوصافة | 1927  | دورة رولان غاروس الدولية    | ترابية  | فويب هولكروفت | إيرين بودير بيكوك بوبي هايني ميلر | 2–6, 1–6      |
| الفوز   | 1928  | بطولة ويمبلدون              | عشبية   | فويب هولكروفت | إرمينترودي هارفي إيلين بينيت      | 6–2, 6–3      |
| الفوز   | 1929  | بطولة ويمبلدون              | عشبية   | فويب هولكروفت | فيليس كوفيل دوروثي شيبارد بارون   | 6–4, 8–6      |
| الفوز   | 1929  | بطولة أمريكا المفتوحة للتنس | عشبية   | فويب هولكروفت | فيليس كوفيل دوروثي شيبارد بارون   | 2–6, 6–3, 6–4 |

## وصلات خارجية
- National Portrait Gallery images